# Le Prêcheur
Le Prêcheur är en ort och en kommun i Martinique. Den ligger i den nordvästra delen av Martinique, 27 km nordväst om huvudstaden Fort-de-France.